# Sad Songs (Say So Much)
«Sad Songs (Say So Much)» es una canción del músico británico Elton John, coescrita con Bernie Taupin, de su decimoctavo álbum de estudio Breaking Hearts. Fue lanzado en mayo de 1984 como el sencillo principal del álbum.
Alcanzó el número 7 en la UK Singles Chart del Reino Unido y el número 5 en la lista Billboard Hot 100 de Estados Unidos. La canción alcanzó el Top 10 de varios países como Austria, Canadá, Irlanda y Nueva Zelanda. En Alemania llegó al Top 20. 

## Información de la canción
La letra describe como escuchar blues clásico en la radio ayuda a alguien que se siente deprimido, triste o que ha perdido a su pareja.   
Elton John, además de cantar, toca los teclados y el sintetizador. Lo acompañan el bajista Dee Murray, el guitarrista Davey Johnstone y el baterista Nigel Olsson, quienes también actúan en los coros.    
En 2013, John se unió a Rod Stewart en una interpretación especial de la canción en el London Palladium después de recibir el primer Premio Brits Icon en reconocimiento a su "impacto duradero" en la cultura del Reino Unido.

## Vídeo musical
El video musical, dirigido por Russell Mulcahy y filmado en una calle de Rushcutters Bay, Sídney, presentaba a John cantando y bailando con trajes coloridos sobre el fondo blanco y negro de un barrio de clase trabajadora y sin sus característicos lentes de marca registrada en algunas escenas.

## Posicionamiento en listas
| Lista (1984)                                  | Máxima posición |
| --------------------------------------------- | --------------- |
| Australia (Kent Music Report)                 | 4               |
| Austria (Ö3 Austria Top 40)                   | 4               |
| Alemania (Media Control AG)                   | 18              |
| Canadá (RPM Top Singles)                      | 1               |
| Canadá (RPM Adult Contemporary)               | 1               |
| Estados Unidos (Billboard Hot 100)            | 5               |
| Estados Unidos (Billboard Adult Contemporary) | 2               |
| Estados Unidos (Cash Box Top 100)             | 10              |
| Irlanda (IRMA)                                | 2               |
| Nueva Zelanda (Recorded Music NZ)             | 8               |
| Reino Unido (UK Singles Chart)                | 7               |
| Sudáfrica (RISA)                              | 5               |
| Suiza (Schweizer Hitparade)                   | 3               |
| Zimbabue (Record charts ZIMA)                 | 6               |

## Personal
- Elton John - voz, piano, sintetizador, clavinet
- Davey Johnstone - guitarra acústica, coros
- Dee Murray - bajo, coros
- Nigel Olsson - batería, coros